# بلو هیل (حوزه سرشماری)، مین
بلو هیل (به انگلیسی: Blue Hill) یک منطقهٔ مسکونی در ایالات متحده آمریکا است که در مین واقع شده‌است. بلو هیل ۱۲٫۱۷ کیلومتر مربع مساحت و ۹۴۳ نفر جمعیت دارد و ۸٫۳ متر بالاتر از سطح دریا واقع شده‌است.